# Oak Harbor (Ohio)
Oak Harbor es una villa ubicada en el condado de Ottawa en el estado estadounidense de Ohio. En el Censo de 2010 tenía una población de 2759 habitantes y una densidad poblacional de 625,52 personas por km².

## Geografía
Oak Harbor se encuentra ubicada en las coordenadas 41°30′19″N 83°8′6″O / 41.50528, -83.13500. Según la Oficina del Censo de los Estados Unidos, Oak Harbor tiene una superficie total de 4.41 km², de la cual 4.01 km² corresponden a tierra firme y (8.98%) 0.4 km² es agua.

## Demografía
Según el censo de 2010, había 2759 personas residiendo en Oak Harbor. La densidad de población era de 625,52 hab./km². De los 2759 habitantes, Oak Harbor estaba compuesto por el 97.54% blancos, el 0.33% eran afroamericanos, el 0.07% eran amerindios, el 0.14% eran asiáticos, el 0% eran isleños del Pacífico, el 0.47% eran de otras razas y el 1.45% pertenecían a dos o más razas. Del total de la población el 2.94% eran hispanos o latinos de cualquier raza.